# Brachythecium polyoicum
Brachythecium polyoicum là một loài Rêu trong họ Brachytheciaceae. Loài này được (Thér.) McFarland mô tả khoa học đầu tiên năm 1992.